# Incredible Miracle
Incredible Miracle (сокр. IM) — бывшая корейская киберспортивная команда по StarCraft II, основанная в 2010 году. Двукратный чемпион Global StarCraft II Team League. В 2012 году был организован состав по League of Legends и World of Warcraft. В 2016 году состав по StarCraft II был расформирован, а состав по League of Legends был реорганизован под названием Longzhou.

## История
Incredible Miracle была основана 10 октября 2010 года бывшими игроками в StarCraft: Brood War: Лим «NesTea» Джэ Доком, Чон «Mvp» Джон Хёном, TT, KYumer и Хван «LosirA» Кан Хо. Выступления игроков команды на турнирах были очень успешны: так, к 2013 году в команде было два трёхкратных чемпиона Global StarCraft II League — NesTea и Mvp. Благодаря этим результатам Incredible Miracle стала одной из немногих команд из федерации eSports Federation, которой удалось получить крупного спонсора: в 2012 году команду начала спонсировать компания LG Electronics, и название команды было соответственно изменено на LG-IM. Несмотря на наличие в команде очень сильных игроков, Incredible Miracle относительно слабо выступала на командных чемпионатах, поскольку тренер команды любил выставлять игроков второго эшелона.
В 2012 году при поддержке LG были основаны подразделения по League of Legends и World of Warcraft. В 2013 году следом за LG команду начали спонсировать компании ASRock, Coca-Cola, Nvidia и Kingston.
В сентябре 2013 года Incredible Miracle покинули eSports Federation и присоединились к KeSPA для участия в StarCraft II Proleague. К этому моменту в IM появились новые звёзды, такие как Пак «Squirtle» Хён У, Хан «ByuL» Джи Вон, Син «RagnaroK» Хи Бом и Гонг «Ruin» Дук, причём последние два игрока были всецело воспитанниками команды — до вступления в Incredible Miracle они не показывали серьёзных результатов на турнирах.
В конце 2014 года Incredible Miracle потеряла ряд ключевых игроков: Син «RagnaroK» Хи Бома, Чо «Trap» Сон Хо, Пак «Squirtle» Хён У и Чон «Mvp» Джон Хёна. В 2016 году, после закрытия Proleague, состав команды по StarCraft II был расформирован. В том же году команда по League of Legends была реорганизована под названием Longzhou. В дальнейшем она была поглощена командой Kingzone DragonX в 2018 году, которая в 2020 году была переименована в DRX.

## Состав
Ключевые игроки:
- Чон «Mvp» Джон Хён
- Лим «NesTea» Джэ Док
- Хван «LosirA» Кан Хо
- Ан «Seed» Санг Вон
- Чхве «YongHwa» Ён Хва
- Ан «Happy» Хо Джин
- Кан «First» Хён У

## Достижения
- 2011 Global StarCraft II Team League February (1 место)
- 2011 Global StarCraft II Team League March (2 место)
- 2013 Global StarCraft II Team League Preseason (1 место)